# کلاوس کسته
کلاوس کسته (آلمانی: Klaus Köste) ژیمناست زادهٔ ۲۷ فوریهٔ ۱۹۴۳ میلادی اهل کشور آلمان شرقی است.